# Lingua vaeakau-taumako
Il vaeakau-taumako, o pileni [codice ISO 639-3 piv], è una lingua polinesiana parlata nelle Isole Salomone nella provincia di Temotu.
La lingua è parlata nelle isole Duff (notabilmente a Taumako) così come in una parte delle isole Reef (isole d'Aua, Matema, Nifiloli, Nupani, Nukapu e Pileni). Nelle isole Reef, il vaeakau-taumako polinesiano coesiste con una lingua non polinesiana, l'äiwoo, una delle lingue Reefs-Santa Cruz.
Si suppone che i locutori del vaeakau-taumako siano discendenti delle Tuvalu.
La lingua è stata descritta da Even Hovdhaugen e Åshild Næss (2011).